# Gediz (rijeka)
Gediz (tur. Gediz Nehri) je druga najduža rijeka u Anatoliji koja se ulijeva u Egejsko more. Od svog izvora na planini Murat u pokrajini Kütahya, teče općenito prema zapadu 401 km do delte Gediza u Izmirskom zaljevu.

## Ime
Starogrčko ime rijeke bilo je Hermos (Ἕρμος), latinizirano kao Hermus.
Ime rijeke Gediz moglo bi biti povezano s lidijskim vlastitim imenom Cadys; Gediz je također ime grada u blizini izvora rijeke. Ime "Gediz" također se može sresti kao muško ime u Turskoj.

## Antička geografija
Gediz je jedan od dva kandidata za hetitski naziv rijeke Seha, a drugi je Bakırçay.
Hermos je odvajao Eoliju od Jonije, osim jonske Fokeje, koja je bila sjeverno od Hermosa. Dolina Hermosa bila je središte drevnog Lidijskog Carstva, a nad dolinom se nalazila lidijska prijestolnica Sard .

## Položaj
U turskoj egejskoj regiji, rijeka Gediz po dužini je druga nakon rijeke Büyük Menderes čiji je tok otprilike paralelan na udaljenosti nešto većoj od sto kilometara prema jugu.
Rijeka Gediz izvire iz planina Murat i Şaphane u pokrajini Kütahya i teče kroz pokrajine Uşak, Manisa i İzmir. Spaja se s morem u sjevernom dijelu Izmirskog zaljeva, blizu ušća u zaljev, u blizini sela Yenibağarası u okrugu Foça, južno od središta okruga.
Porječje Gediz leži između sjevernih geografskih širina od 38° 04'–39° 13' i južnih geografskih dužina od 26° 42'–29° 45'. Pokriva 2,2% ukupne površine Turske. Veći dio aluvijalne ravnice pod istim imenom kao i rijeka (ravnica Gediz) nalazi se unutar područja pokrajineManisa, a manji nizvodni dio unutar pokrajine İzmir.

## Pitanja okoliša
Delta Gediza važna je kao rezervat prirode i dom je rijetkih vrsta ptica. Međutim, rezervat pati od nestašice vode zbog velikih zahtjeva projekata navodnjavanja, povezanih s branom Demirköprü.
Visoka razina urbanizacije i industrijalizacije duž njenog sliva uzrokovala je ozbiljno onečišćenje rijeke Gediz, posebno kamenolomima pijeska i šljunka i industrijom kože. Ti su čimbenici doprinijeli da nekadašnji bogati riblji rezervati rijeke posljednjih godina postanu stvar prošlosti.